# Цзеши
Цзеши (кит. трад. 界石鎮, упр. 界石镇, пиньинь Jièshí Zhèn) — посёлок, входящий в состав городского уезда Вэньдэн и расположенный в восточной части провинции Шаньдун (КНР) на Шаньдунском полуострове. Посёлок расположен в 19 км на северо-запад от Вэньдэна, в радиусе 50 км находятся Яньтай и Вэйхай. 

## Физико-географическая характеристика
Рядом с Цзеши на западе находятся посёлки Вантуань (汪疃镇) и Циншань (苘山镇), на юге — посёлки Гэцзя (葛家镇) и Мишань (米山镇). На севере посёлок Цзеши граничит с районом городского подчинения Хуаньцуй, городского округа Вэйхай, а  на востоке с районом городского подчинения Мупин городского округа Яньтай.
Цзеши находится в долине, окруженной с трёх сторон низкими горами и с одной стороны располагается водоём.. На западе расположены горы Куньюй, основной пик которой называется Тайбо.

### Климат
Цзеши находится в субтропической муссонной климатической зоне, с выраженными четырьмя временами года. Среднегодовая температура составляет 11,8 °C, среднегодовая норма осадков — 822 мм, среднегодовое количество солнечного времени — 2390,2 часа, тёплое время года — 194 дня.

## Административное деление
В административном управлении посёлка Цзеши находятся 65 административных деревень и 88 естественных деревень.

## История
В современном виде посёлок Цзеши был сформирован в апреле 2001 года.

## Экономика
Основу промышленности составляют предприятия, занятые в сфере производства строительных материалов, игрушек, родниковой воды. В Цзеши работает более 60 различных предприятий, в том числе 3 компании с участием иностранного капитала, 32 частные компании. Число частных предпринимателей превышает 430 человек.
Развито сельское хозяйство, размер пахотных земель составляет 3326 га. В регионе выращивают вишни, груши, хурму, абрикосы, яблоки, которые в 1970-1980-х годах несколько раз удостаивались высоких наград. Цзеши считается главной базой по выращиванию фруктов в округе Вэйхай. Ежегодный урожай фруктов составляет 13 тысяч тонн, что в переводе в денежное выражение составляет более 25 млн. юаней.